# Jörg Syrlin
Jörg Syrlin el viejo (Ulm , Alemania, 1425-1491) fue un escultor alemán del gótico tardío miembro destacado de la escuela de Ulm. Especializado en la escultura de madera, su fama se debe a la atribución de la autoría de la sillería del coro de la Iglesia mayor de Ulm (1469 - 1475), sobre todo a los bustos enfrentados en las entradas a la sillería.  En esta obra contó con la colaboración de un amplio taller entre cuyos miembros se encontraba Michel Erhart. Las tallas de Syrlin comprenden poetas y pensadores de la antigüedad, Sibilas, figuras del Nuevo y Antiguo Testamento y en la zona de dosel, Cristo y María. Las figuras reflejan la psicología del personaje. 
Su hijo Jörg Syrlin el joven heredó su taller. 